# Irina Krivonogova
Irina Krivonogova (3 de mayo de 2000) es una deportista de Rusia que compite en natación. Ganó tres medallas en el Campeonato Mundial Junior de Natación de 2017, plata en 4 × 200 m libre y bronce en 200 m libre y 4 × 100 m libre mixto.